# Académie chinoise de technologie de la propulsion solide
L'Académie chinoise de technologie de la propulsion solide ou AASPT (sigle de l'anglais Academy of Aerospace Solid Propulsion Technology) ou 4e académie est un conglomérat d'entreprises d'état qui développe des moteurs-fusées utilisant la propulsion propergol solide. Le groupe, qui emploie environ 10 000 personnes, comprend une dizaine d'entités implantées dans la région du Shaanxi et du Hubei, avec son siège à Xi'an. AASPT est une filiale  du conglomérat d'entreprises du secteur public Société de sciences et technologies aérospatiales de Chine (CASC).

## Activité
AASPT est le principal spécialiste chinois de la propulsion à propergol solide. L'entreprise développe notamment les missiles balistiques sol-sol DF-31 et mer-sol JL-2, les moteurs d'apogée des satellites de télécommunications géostationnaires ainsi que les étages à propergol solide d'une dizaine de lanceurs spatiaux. L'entreprise emploie environ 4 000 chercheurs et techniciens supérieurs. Elle comprend cinq instituts de recherche, trois usines et 5 filiales. Ses revenus totaux sont de 5,4 milliards de Yuans (2014).

## Production d'étages de fusée à propergol solide
En 2023, le groupe fabrique des étages à propergol solide dans cinq diamètres. Les trois étages au diamètre le plus faible (1,2 m, 1,4 m et 2 m) ont été développés pour les missiles balistiques chinois et ont été utilisés par la suite par des lanceurs spatiaux civils. Les deux étages au diamètre le plus important (2,6 et 3,5 m.) ne sont utilisés par aucun missile :
- l'étage de 1,2 mètres de diamètre est utilisé par les lanceurs OS-M1 de la société OneSpace et Jielong 1 (Smart Dragon 1 ou SD-1) du principal constructeur des lanceurs chinois, le conglomérat d'entreprises publiques CALT également filiale comme ASPT du congloméra public CASC.
- L'étage de 1,4 mètres de diamètre est utilisé par les lanceurs Ceres-1 de la société Galactic Energy, Hyperbola 1 de iSpace et Kuaizhou-1A (Feitan) du conglomérat d'entreprises publiques CASIC.
- L'étage mono-segment de 2 mètres de diamètre et de 120 tonnes de poussée  dont le développement a débuté en 2009 est utilisé comme propulseur d'appoint du lanceur Longue Marche 6A de la société SAST, autre filiale de CASC.
- L'étage de 2,6 mètres de diamètre (SP-70) a une poussée de 200 tonnes par segment et une masse de 70 tonnes. Il est utilisé par les lanceurs à propergol solide les plus puissants : les lanceurs Lijian 1 (ou Kinetica 1, Zhongke 1A, ZE-1A) de la société CAS Space filiale de l'Académie chinoise des sciences, la Jielong-3 (Smart Dragon 3 ou SD-3) de la société China Rocket filiale de CALT/CASC. Toutes deux ont une masse au décollage de 150 tonnes et sont capables de placer environ 2 tonnes en orbite basse soit une performance comparable au lanceur Vega européen. La seule société privée qui envisage d'utiliser cet étage est OrienSpace pour son lanceur Yinli 1 qui utilise quatre de ces propulseurs. Ce lanceur, dont la masse au décollage est supérieur à 400 tonnes, pourra placer 6,5 tonnes en orbite basse en faisant le lanceur à propergol solide le plus puissant jamais développé.
- L'étage SP-150 (masse de 150 tonnes) de 3,5 mètres de diamètre et de 500 tonnes de poussée développé en 2021 n'est utilisé jusqu'à présent (fin 2023) par aucun lanceur. Mais il pourrait être employé par la future fusée Jielong 4 (SD-4) conçue pour placer 3 tonnes en orbite polaire. En empilant 3 à 5 segments on pourrait obtenir une poussée de 1394 tonnes, cela en ferait l'homologue des étages SRB de 1600 tonnes de poussée utilisés par le lanceur américain SLS. Le SP-150 devait initialement être utilisé par le lanceur chinois géant Longue Marche 9 avant que son architecture soit complètement revue avec un recours exclusif à des moteurs-fusées à ergols liquides.